# レスターの定理

緑色の三角形のフェルマー点 、 九点円（薄い青の円）の中心 、外心 はレスター円（黒い円）上にある。

平面幾何学におけるレスターの定理（レスターのていり、Lester's theorem）は、任意の不等辺三角形において外心・九点円の中心・2つのフェルマー点の4点が同一円上にあるという定理である。
この定理の名称は1997年に論文を発表したジューン・レスターに由来する。この4点を通る円は Clark Kimberling（英語）によってレスター円（Lester Circle）と命名されている。
レスターはこの定理を複素数を用いて証明しているが、のちに初等幾何学を用いた証明、ベクトルを用いた証明、コンピュータによる証明が発表されている。

## レスター円
レスター円は、不等辺三角形の外心・九点円の中心・2つのフェルマー点の4点を通る円である。Clark Kimberling によって命名された。また、氏のサイト「Encyclopedia of Triangle Centers」ではX(1116)として登録されている。
中心の重心座標は、以下の式で表される。
{\displaystyle f(a,b,c):f(b,c,a):f(c,a,b)}
{\displaystyle f(a,b,c)=(b^{2}-c^{2})(2(a^{2}-b^{2})(c^{2}-a^{2})+3R^{2}(2a^{2}-b^{2}-c^{2})-a^{2}(a^{2}+b^{2}+c^{2})+a^{4}+b^{4}+c^{4})}
ここで、{\displaystyle a,b,c} は3辺の長さ、{\displaystyle R}は外接円の半径である。
二等辺三角形の場合、4点が同一直線上に来るためこの円は定義できない。

## 拡張
Paul Yiu によれば、Bernard Gibert　は2000年にこの定理の拡張となる以下の事実を発表している。
直径の両端がキーペルト双曲線上にあり、かつその直径がオイラー線と直交する円は、2つのフェルマー点を通る。
Dao Thanh Oai は、直角双曲線を利用したさらなる一般化を発表した。
直角双曲線上に以下の点を定義する
- H と G は双曲線の同じ側にある点である。
- F+ と F- は、その点における双曲線の接線が HG と平行になる点である。2点は双曲線の中心に対して対称の位置にある。
- K+ と K- は、その点における双曲線の接線が HG 上の点 E を通る点である。

K+K- とHG の交点を D とし、DE の垂直二等分線と双曲線の交点を G+, G- とする。6点 D, E, F+, F-, G+, G- は共円である。

## 参照
1. ↑  Lester, June A. (1997), “Triangles. III. Complex triangle functions”, Aequationes Mathematicae 53 (1–2):  4–35, doi:10.1007/BF02215963, MR1436263
2. ↑  Kimberling, Clark (1996), “Lester circle”, The Mathematics Teacher 89 (1):  26, JSTOR 27969621
3. ↑  Shail, Ron (2001), “A proof of Lester's theorem”, The Mathematical Gazette 85 (503):  226–232, doi:10.2307/3622007, JSTOR 3622007
4. ↑  Rigby, John (2003), “A simple proof of Lester's theorem”, The Mathematical Gazette 87 (510):  444–452, doi:10.1017/S0025557200173620, JSTOR 3621279
5. ↑  Scott, J. A. (2003), “Two more proofs of Lester's theorem”, The Mathematical Gazette 87 (510):  553–566, doi:10.1017/S0025557200173917, JSTOR 3621308
6. ↑  Duff, Michael (2005), “A short projective proof of Lester's theorem”, The Mathematical Gazette 89 (516):  505–506, doi:10.1017/S0025557200178581
7. ↑  Dolan, Stan (2007), “Man versus computer”, The Mathematical Gazette 91 (522):  469–480, doi:10.1017/S0025557200182117, JSTOR 40378420
8. ↑  Trott, Michael (1997), “Applying GroebnerBasis to three problems in geometry”, Mathematica in Education and Research 6 (1):  15–28
9. ↑  “ENCYCLOPEDIA OF TRIANGLE CENTERS Part2”. faculty.evansville.edu. 2024年3月16日閲覧。
10. ↑  Yiu, Paul (2010), “The Circles of Lester, Evans, Parry, and Their Generalizations”, Forum Geometricorum (10):  175-209
11. ↑  Thanh Oai, Dao (2014), “A Simple Proof of Gibert’s Generalization of the Lester Circle Theorem”, Forum Geometricorum (14):  123-125